# 看護診断
看護診断（かんごしんだん）とは、看護過程の段階の1つ。
看護アセスメントに基づき、対象者に起こっている問題を診断する。北米看護診断協会（NANDA）の看護診断が用いられる場合が多い。
看護診断は医学的診断とは異なり、生活上の問題に焦点が当てられる。

## 構成
看護診断は診断名と関連因子に分けられる。
例えば「転倒の危険性」という問題が「筋力低下」や「失見当識」に関連している場合、「筋力低下・見当識障害に伴う転倒の危険性」と表す。基本的に、1つの看護診断に対して複数の関連因子が関わっている。